# North country sketches
North country sketches is een compositie van Frederick Delius.
Delius maakte vele omzwervingen over Europa en de Verenigde Staten en schreef een aantal composities met vooral dat laatste land als onderwerp. North country sketches is echter niet verbonden met Amerika, maar met Yorkshire. Frederick maakte daar in zijn jeugd lange wandelingen met zijn zus. De eerste twee delen werden afgerond in 1913, de andere twee het jaar daarop. De woeste gronden hadden hem eens op het idee gebracht om een opera te schrijven met als libretto Wuthering Heights van Emily Brontë; het bleef bij een idee.
De stemming van de Moors wordt weergegeven als een soort vier jaargetijden, maar de zomer ontbreekt:
1. Autumn (ondertitel: The wind soughs in the trees)
2. Winter landscape
3. Dance
4. The march of spring (ondertitel: Woodlands, meadows, and silent moors)

Delius schreef het voor:
- 2 dwarsfluiten, 1 piccolo, 2 hobo’s,  2 klarinetten, 2 fagotten
- 4 hoorns, 2 trompetten, 2 cornetten, 3 trombones, 1 tuba
- pauken,  1 harpen
- violen, altviolen, celli, contrabassen

Thomas Beecham leidde het London Symphony Orchestra in de eerste uitvoering op 10 mei 1915 in de Queen’s Hall. Er zijn relatief veel opnamen van dit werk verkrijgbaar.